# 三俣宿
三俣宿（みつまたしゅく、みつまたじゅく）は、かつて三国街道に存在した宿場。集落としては、後に三俣村を経て、現在の新潟県南魚沼郡湯沢町大字三俣に該当する。

## 概要
近隣の二居宿、浅貝宿と合わせて三国三宿（みくにさんしゅく、みくにさんじゅく）や峠越えの三宿、山中三宿などとも呼ぶ。
上越国境三国山脈を源流とする清津川の畔にあり、前後には芝原峠、二居峠、火打峠および三国峠へと続く山道区間の険路が連続している。越後側から見て交通の要衝である三国峠手前の最後の主な平坦部分であることや、関東から見てもこれらの難所を越えた後に一息つくことが可能な場所であり、関東と越後を旅する際にはこの三宿のいずれかが利用されることが多かった。
戦国時代には、三復庵が上杉氏などの旅所として主に使われた。上杉景勝の時代には、隣の石白郷との境の"あらと"（現在の芝原峠）に荒戸城が築かれ、御館の乱の後には郡司の栗林政頼によって関所が設けられた。
江戸時代には、越後・佐渡と江戸を最短距離で結ぶ脇往還「三国街道」の宿駅として幕府によって整備された。戦国時代の関所の機能を引き継いだ八木沢口留番所が置かれており、参勤交代のために使われた本陣が一つと、脇本陣が池田家と越後屋の二つあり、越後諸藩の大名や新潟奉行などが定宿とした。池田家は後年も旅館として存続しており（ただし2011年廃業）、現存する建物は新潟県指定文化財となっている。1811年（文化8年）7月6日には、鈴木牧之がここから苗場山に登頂し、その様子を『北越雪譜』に記した。 1848年（嘉永元年）3月には、灰小屋の熾火が強風に煽られ、後に三俣の大火と呼ばれる火災が起きた。幕末の1868年（慶応4年）閏4月24日には、三国峠の戦いの後で小出島を目指す会津藩兵に焼かれそうになったが、新政府の東山道軍が追っていたため焼失を免れた。
明治時代には口留番所や宿駅制度が廃止され、清水峠、信越本線の開通に伴い三国街道の往来が少なくなったことで宿場の機能は縮小した。村人は木工や炭焼きで暮らすなどしたが、一時期は鉱山開発の話もあった。1889年（明治22年）には村制の施行で三俣村に移行した。
大正時代には、1918年（大正7年）1月9日に発生した三俣の大雪崩で158名の死者を出し、集落の約半数（住家28戸）と小学校を失うなど大きなダメージを受けた。
1955年（昭和30年）には町村合併で湯沢町の一部となった。1959年（昭和34年）6月15日に国道17号の三国峠部分が開通すると、三俣にもスキー場の開発計画が持ち上がり、1970年（昭和45年）に国土計画のかぐら・みつまたスキー場（2005-2006シーズンにかぐら・田代スキー場と合併し、かぐらスキー場に改名）が開業すると民宿や旅館、ホテル、ロッジ、ペンション等の数も増加し賑わいを取り戻した。近年では温泉開発も進み、1996年（平成8年）には国道脇に日帰り温泉施設の「街道の湯」がオープンした。
1974年（昭和49年）の信濃川水系工事実施基本計画で計画され、1984年（昭和59年）に事業が着手された建設省（国土交通省）の「清津川ダム計画」の予定地に含まれていたが、2002年（平成14年）に事業中止が決定した。その後、ダム計画中止の補償として三俣未来まちづくり協議会を中心に三俣地域振興計画が進められ、道の駅みつまたが2013年（平成25年）11月23日にオープンした。
かぐらスキー場みつまたステーションの名の由来の一つ。

## 隣の宿
三国街道
湯沢宿 - 芝原峠 - 八木沢番所 -  三俣宿 - 貝掛温泉 - 二居峠 - 二居宿 - 火打峠 - 浅貝宿 - 三国峠

## 史跡
- 八木沢観音堂
- 八木沢口留番所跡
- 八木沢十二神社
- 馬頭観音
- 大島十二神社
- 雪災碑 - 三俣の大雪崩の慰霊碑
- 本陣跡 - 当時この辺りで最も大きな建物だった関新右衛門宅の遺構で、現在では石垣の一部が残されている
- 旧脇本陣越後屋 - 呉服で知られる越後屋が定宿としたことでその名を掲げるようになった
- 三国街道脇本陣跡 池田屋（池田家旅館） - 池田家は備前岡山の池田輝政を先祖とする一族で、現存する建物は江戸中期に建て替えられたもの。長岡藩主牧野家や各地の大名、奉行、代官といった江戸時代のものの他、著名人の物として山縣有朋、森鷗外、徳川家達などの宿札が伝わる。木割の太いがっしりとした書院作りで、釘隠し、透かし彫りの欄間、上段の間の作りなど当時をよく伝える遺構として新潟県の指定史跡になっている。
- 荒戸城跡
- 伊米神社 - 『延喜式神名帳』に魚沼郡五座の一つとして記されている論社の一つで、苗場山頂に奥の院がある
- 三復庵跡
- 鶴女碑 - 病に苦しむ旅人を献身的に看護した関鶴女を偲んだ碑。旅人は命が救われたが、鶴女はその病にかかって亡くなった。
- 三俣観音堂
- 百庚申

## アクセス
- 路線バス：越後湯沢駅から南越後観光バスの浅貝・苗場プリンスホテル線で「八木沢口」「道の駅みつまた前」「三俣中央」「かぐら三俣スキー場」バス停下車
- 自家用車：関越自動車道湯沢インターチェンジから国道17号を高崎方面へ約8km
- 徒歩：越後湯沢駅周辺から湯沢高原ロープウェイに乗り栄太郎峠を越えて八木沢に至る登山道（トレッキング湯沢Ⅰ）